# Independiente del Valle
Club de Alto Rendimiento Especializado Independiente del Valle, bekannt als Independiente del Valle oder einfach Independiente, früher Independiente José Terán, ist ein 1958 gegründeter ecuadorianischer Fußballverein aus Sangolquí, Pichincha, der zurzeit in der Serie A spielt. Größte Erfolge des Klubs sind die Siege in der Copa Sudamericana 2019 und 2022 sowie der Finaleinzug der Copa Libertadores 2016.

## Geschichte
Der Verein Independiente del Valle wurde 1958 gegründet, war allerdings nur in unteren Klassen des ecuadorianischen Fußballs zu finden, bis er 2007 das erste Mal in die Serie B aufstieg. In der zweiten Liga wurde Independiente 2009 Meister und spielt somit seit 2010 in der ersten Liga.
Der größte Erfolg bisher war das Erreichen der Vizemeisterschaft 2013 und die damit verbundene Qualifikation für internationale Wettbewerbe. Independiente nahm erstmals 2014 an der Copa Libertadores und an der Copa Sudamericana teil.
Bis 2014 war der offizielle Name des Vereins Club Social y Deportivo Independiente José Terán. Da er aber schon länger als Independiente del Valle bekannt war, wurde er umbenannt.
In der Spielzeit 2014 wurde Independiente in beiden Halbserien sowie in der Gesamttabelle Zweiter und konnte sich erneut für die Copa Libertadores qualifizieren. Der Verein überstand jedoch die erste Runde nicht. 2015 wurde Independiente Dritter der Serie A und konnte sich zum dritten Mal in Folge für die Copa Libertadores qualifizieren. Nachdem auf dem Weg ins Finale favorisierte Gegner wie der Vorjahressieger CA River Plate und Boca Juniors aus Argentinien sowie UNAM Pumas aus Mexiko ausgeschaltet werden konnten, unterlag der Verein im Finale Atlético Nacional aus Kolumbien. Das erreichte Finale 2016 stellte aber den größten Erfolg der Vereinsgeschichte, bis zum Sieg der Copa Sudamericana 2019, dar.
In der Saison 2021 wurde der Klub erstmals ecuadorianischer Meister, nachdem das Team Club Sport Emelec mit 3:1 und 1:1 im Finale besiegt hatte. In der Copa Libertadores 2022 wurde Independiente del Valle Gruppendritter und spielte so in der Copa Sudamericana 2022 weiter. Nach Siegen über den argentinischen Vertreter CA Lanús, den venezolanischen Meister Deportivo Táchira FC und den peruanischen Verein FBC Melgar gelang Ecuadors Meister ein 2:0-Finalsieg gegen den brasilianischen Klub FC São Paulo. Es war der zweite internationale Titel für Independiente del Valle.

## Stadion
Independiente del Valle absolvierte seine Heimspiele im Estadio Rumiñahui. Das Stadion wurde 1941 eingeweiht und hat eine Kapazität von etwa 7500 Plätzen. Die Heimspiele der K.-o.-Runde der Copa Libertadores 2016 trug der Verein im Estadio Olímpico Atahualpa in Quito aus. Im März 2021 zog Independiente del Valle in das neugebaute Estadio Banco Guayaquil in Amaguaña um, das eine Kapazität von 12.000 Plätzen hat.

## Erfolge
- Copa Sudamericana: 2019, 2022
- Recopa Sudamericana: 2023
- Finalist der Copa Libertadores: 2016
- Ecuadorianischer Meister: 2021
- Ecuadorianischer Pokalsieger: 2022
- Ecuadorianischer Vizemeister: 2013, 2023, 2024
- Meister der Serie B: 2009
- Meister der Segunda Categoría: 2007

## Kader der Saison 2024
Stand: 13. Mai 2024
| Nr. |             | Position | Name              |
| --- | ----------- | -------- | ----------------- |
| 1   | Ecuador     | TW       | Moisés Ramírez    |
| 2   | Paraguay    | AB       | Luis Zárate       |
| 4   | Ecuador     | AB       | Anthony Landázuri |
| 5   | Argentinien | AB       | Richard Schunke   |
| 6   | Argentinien | AB       | Joaquín Pombo     |
| 7   | Ecuador     | MF       | Patrik Mercado    |
| 8   | Ecuador     | MF       | Jordy Alcívar     |
| 9   | Uruguay     | ST       | Renzo López       |
| 10  | Ecuador     | MF       | Júnior Sornoza    |
| 11  | Argentinien | ST       | Michael Hoyos     |
| 12  | Ecuador     | TW       | Joan López        |
| 13  | Chile       | MF       | Matías Fernández  |
| 14  | Argentinien | AB       | Mateo Carabajal   |
| 15  | Ecuador     | AB       | Beder Caicedo     |
| 16  | Ecuador     | AB       | Kendry Páez       |
| 17  | Ecuador     | ST       | Alexander Bolaños |

| Nr. |             | Position | Name            |
| --- | ----------- | -------- | --------------- |
| 18  | Argentinien | MF       | Cristian Zabala |
| 19  | Argentinien | ST       | Lautaro Díaz    |
| 20  | Ecuador     | MF       | Bryan García    |
| 22  | Argentinien | TW       | Guido Villar    |
| 30  | Ecuador     | ST       | Renato Ibarra   |
| 31  | Ecuador     | ST       | Romario Ibarra  |
| 40  | Ecuador     | TW       | Cristhian Loor  |
| 50  | Ecuador     | ST       | Keny Arroyo     |
| 51  | Ecuador     | MF       | Yaimar Medina   |
| 52  | Ecuador     | AB       | Orlando Herrera |
| 53  | Ecuador     | MF       | Justin Lerma    |
| 54  | Ecuador     | ST       | José Klinger    |
| 56  | Ecuador     | AB       | Elkin Ruiz      |
| 57  | Ecuador     | MF       | Youri Ochoa     |
| 80  | Ecuador     | MF       | Joao Ortiz      |

## Trainer
- Pablo Repetto (September 2012 bis Juli 2016)[5]
- Alexis Mendoza (2016–2017)[6]
- Argentinien Gabriel Schürrer (10. Dez. 2017 – 2018)
- Spanien Ismael Rescalvo (28. Juni 2018 – 27. April 2019)
- Ecuador Yuri Solano (27. April 2019 – 7. Mai 2019)
- Spanien Miguel Ángel Ramírez (7. Mai 2019 – 19. Dez. 2020)
- Portugal Renato Paiva (25. Dez. 2020 – 30. Mai 2022)
- Argentinien Martín Anselmi (1. Juni 2022 – 31. Dez. 2023)
- Argentinien Javier Gandolfi (1. Jan. 2024 – heute)